# 88万ウォン世代
88万ウォン世代（パルシッパルまん-セデ）とは韓国で1970年代終盤-1980年代中盤（おおむね1977年-1986年）に生まれた世代である。大卒で非正規雇用に追いやられている者が非常に多い。

## 特徴
88万大韓民国ウォン（約8万円）が彼らの平均月収である。韓国では1997年のIMF経済危機ののちに金大中政権が新自由主義路線を走ったため雇用が激減し青年失業者が増加した。なかでも大卒就職率は48%まで低下した。
かつては政治的には保守的で、ハンナラ党の李明博の大統領当選の原動力となったが、革新的・反権威的だった386世代が保守化・権威主義化する中で、左派の統合進歩党を支持する若者も見られる。
経済学者禹晳熏（ウ・ソクフン）と社会運動家朴権一（パク・クォンイル）が2007年のベストセラーで「88万ウォン世代」と名付けた。日本語訳が2009年2月に明石書店より刊行された。
韓国の若者は大学に進学するよりほかない社会で卒業後も学生ローンなどに縛られ、自活もままならない低賃金の中で「恋愛、結婚、出産、3つを放棄した世代」として「三放世代」と呼ばれるようになっている。